# Nowinki (Wołomin)
Pour les articles homonymes, voir Nowinki.

Nowinki (prononciation : [nɔˈviŋki]) est un village polonais de la gmina de Jadów dans le powiat de Wołomin de la voïvodie de Mazovie dans le centre-est de la Pologne.
Il se situe à environ 5 kilomètres à l'ouest de Jadów (siège de la gmina), 27 kilomètres au nord-est de Wołomin (siège du powiat) et à 48 kilomètres au nord-est de Varsovie (capitale de la Pologne).
Le village possède une population de 378 habitants en 2010.

## Histoire
De 1975 à 1998, le village appartenait administrativement à la voïvodie de Siedlce.